# Gregorio Garavito Jiménez
Gregorio Garavito Jiménez SMM (ur. 9 marca 1919 w Junín, zm. 16 lutego 2016) – kolumbijski duchowny katolicki, biskup pomocniczy 1961-1969 i biskup diecezjalny Villavicencio 1969-1994.

## Życiorys
Święcenia kapłańskie otrzymał 25 lipca 1942.
4 grudnia 1961 papież Jan XXIII mianował go biskupem pomocniczym Villavicencio ze stolicą tytularną Cyparissia. 11 lutego 1962 z rąk arcybiskupa Giuseppe Paupiniego przyjął sakrę biskupią. 26 kwietnia 1969 mianowany biskupem diecezjalnym w tej samej diecezji. 3 maja 1994 na ręce papieża Jana Pawła II złożył rezygnację z zajmowanej funkcji.
Zmarł 16 lutego 2016.